# L'Ombre enchanteresse
Pour plus de détails, voir Fiche technique et Distribution.
L'Ombre enchanteresse (chinois traditionnel : 倩女幽魂, Ching nu yu hun) est un film hongkongais réalisé par Li Han-hsiang, sorti en 1960.
C'est l'adaptation d'un des contes du recueil Contes étranges du studio du bavard (Liáozhāi zhìyì) publié en 1740 par Pu Songling.
Il est présenté au Festival de Cannes 1960.

## Synopsis
C'est une histoire adaptée sur l'un des classiques littéraires.

## Fiche technique
- Titre original : 倩女幽魂, Ching nu yu hun
- Titre international : The Enchanting Shadow
- Titre français : L'Ombre enchanteresse
- Réalisation : Li Han-hsiang
- Scénario : Wang Yue-ting d'après Pu Songling
- Production : Run Run Shaw
- Pays d'origine :  Hong Kong
- Format : Couleurs - 35 mm - Mono
- Genre : drame, horreur, romance
- Durée : 83 minutes
- Date de sortie : 1960

## Distribution
- Betty Loh Ti : Nieh Hsiao-chien
- Chao Lei : Ning Tsai-chen
- Tang Rhoqing : Lao Lao
- Yang Chih-ching : Yen Chih-hsia

## Remake
Le remake Histoire de fantômes chinois est réalisé par Ching Siu-tung et produit par Tsui Hark en 1987.

## Distinctions
Le film a été présenté en sélection officielle en compétition au Festival de Cannes 1960.